# 采藝多媒體
采藝多媒體控股有限公司，簡稱采藝多媒體控股及采藝多媒體（英語：Brilliant Arts Multi-Media Holding Limited，港交所除牌時8130.HK），在2007年7月21日，由銀河映像控股有限公司更名而來，當時是中國星集團有限公司旗下公司，當時經營電影發行業務。但由於受到成本上漲影響，於是出售給何家維，轉為經營醫療信息行業，同時購回給中國星集團有限公司。2009年10月6日，更名為智城控股有限公司。

## 連結
- Zhicheng-Holdings.com[永久]